# فاديم كيريتشينكو
فاديم كيريتشينكو هو لاعب كرة قدم ومدرب كرة قدم روسي في مركز الدفاع، ولد في 7 فبراير 1936 في الاتحاد السوفيتي. لعب مع FC Alga Bishkek ‏.